# Балыня, Айно
А́йно Ба́лыня (латыш. Aino Bāliņa; урождённая Айно Лыхмус (эст. Aino Lõhmus); 3 мая 1935, Таллин — 31 мая 2023, Таллин) — эстонская, латвийская, советская певица. Вокалистка Рижского эстрадного оркестра, джаз-оркестра под управлением Олега Лундстрема.

## Биография
Родилась в Таллине, училась в Таллинском педагогическом институте, занималась художественной гимнастикой, балетом, пела в студенческом ансамбле «Интеграл».
В 1955 году приехала в Латвию для участия в Балтийской студенческой спартакиаде. Там она познакомилась с пианистом Эрменом Балиньшем (лат. Ermens Bāliņš), за которого вышла замуж.
После рождения дочери в 1956 году она осталась жить в Риге. Став, по рекомендации Раймонда Паулса, солисткой Рижского эстрадного оркестра, Айно Балыня исполняла эстрадные песни на русском языке для Латвийского телевидения, песни из репертуара Эллы Фицджеральд на английском языке, песни на эстонском, латышском и русском языках.
О её появлении в оркестре рассказал в 2011 году журнал «Лилит»:
Разговоры о её необычном, завораживающем голосе дошли до руководителя недавно созданного Рижского эстрадного оркестра, и она стала солисткой РЭО. Первый раз вышла на сцену в розовом платье и серебряных туфельках — хрупкая маленькая блондинка без макияжа. И вдруг, эта фея, низким, глубоким голосом запела блюз из репертуара Эллы Фицджеральд. Зал ахнул... Проводили её криками «браво».—Галина Зайцева, Антра Була (консультант), Вита Банга (искусствовед).
По воспоминанию Раймонда Паулса, пиком выступления певицы была песня «Колыбельная страны птиц» (англ. Lullaby Of Birdland). Он же утверждает, что она была практически единственной вокалисткой, которая пела как настоящая афроамериканская певица. У неё был уникальный тембр и стиль пения. Гастролировала с оркестром в Тбилиси, Одессе и других городах Советского Союза.
После того, как в 1964 году художественным руководителем РЭО стал Раймонд Паулс, Айно, как классическая джазовая певица, стала менее востребована из-за изменения репертуара оркестра. Айно признавалась, что с самыми тёплыми чувствами она вспоминает время, когда руководителем РЭО был Рингольд Оре.
Айно Балыня переехала в Москву, приняв приглашение Олега Лундстрема, и на пять лет стала солисткой его джаз-оркестра. В этот период песни в её исполнении выпускались на грампластинках фирмы «Мелодия»: «Жалоба бедного турка», «Если бы у меня был молот» (англ. If I Had a Hammer).
В 1970-х годах Айно уехала обратно в Ригу. Семья к тому времени распалась. Как пишет журнал «Лилит», Айно почувствовала себя лишней — появились новые эстрадные звёзды. Какое-то время она пела в варьете «Юрас перле». Затем, в 1976 году, вернулась на родину, в Эстонию, где вновь вышла замуж и продолжила выступления, пела с оркестром Таллинской филармонии. Но главной любовью Айно был джаз.

### Репертуар
Концертный репертуар Айно Балыни состоял в 1960—1970-е годы примерно из 150 песен, и включал как джазовую, так и поп-музыку: твист «Помоги мне, Буратино» на эстонском языке, «Об-ла-ди, об-ла-да» (англ. Ob-La-Di, Ob-La-Da) из репертуара группы «Битлз», «Кукла» (латыш. Lelle, итал. La Bambola) из репертуара Патти Право, «Все дети поют со мной» (эст. Kõik lapsed laulavad koos minuga, фр. Tous les enfants chantent avec moi) из репертуара Мирей Матьё, «Тень твоей улыбки» (англ. The Shadow of Your Smile). В 2000-х годах был издан лазерный видеодиск с архивными записями Латвийского телевидения, с песней на русском языке «Слезинки».
Похоронена на кладбище Лийва.

## Комментарии
1. ↑  Встречается также как Айна Балыня[2].